# Ribeira da Ponta Furada
A Ribeira da Ponta Furada é um curso de água localizado na aldeia do Toledo, concelho da Velas, ilha de São Jorge, arquipélago dos Açores, Portugal.
Este curso de água tem origem a uma cota de cerca de 700 m de altitude nos contrafortes montanhosos da Cordilheira Central da ilha, nas imediações do Pico das Brenhas.
Procede à drenagem de uma bacia hidrográfica que engloba os contrafortes desta elevação e também o contraforte Norte do Pico do Portal do Cedro.
Desagua no Oceano Atlântico depois de atravessar a Localidade de Toledo, e de se precepitar de uma falésia com mais de 600 metros de altura a caminho da Fajã da Ponta Furada.